# Hogna kabwea
Hogna kabwea Roewer, 1959 è un ragno appartenente alla famiglia Lycosidae.

## Caratteristiche
Lo sterno e la coxae sono di colore giallo pallido; gli altri segmenti delle zampe sono di un color giallo ruggine uniforme.
L'olotipo femminile rinvenuto ha lunghezza totale è di 10 mm; la lunghezza del cefalotorace è di 4,5 mm; e quella dell'opistosoma è di 5,5 mm.

## Distribuzione
La specie è stata reperita nella Repubblica Democratica del Congo meridionale: nel villaggio di Kabwe, sulla riva sinistra del fiume Muye, affluente di destra del fiume Lufira, all'interno del Parco nazionale di Upemba.

## Tassonomia
Al 2017 non sono note sottospecie e dal 1959 non sono stati esaminati nuovi esemplari.